# Kaiserhof (Quedlinburg)

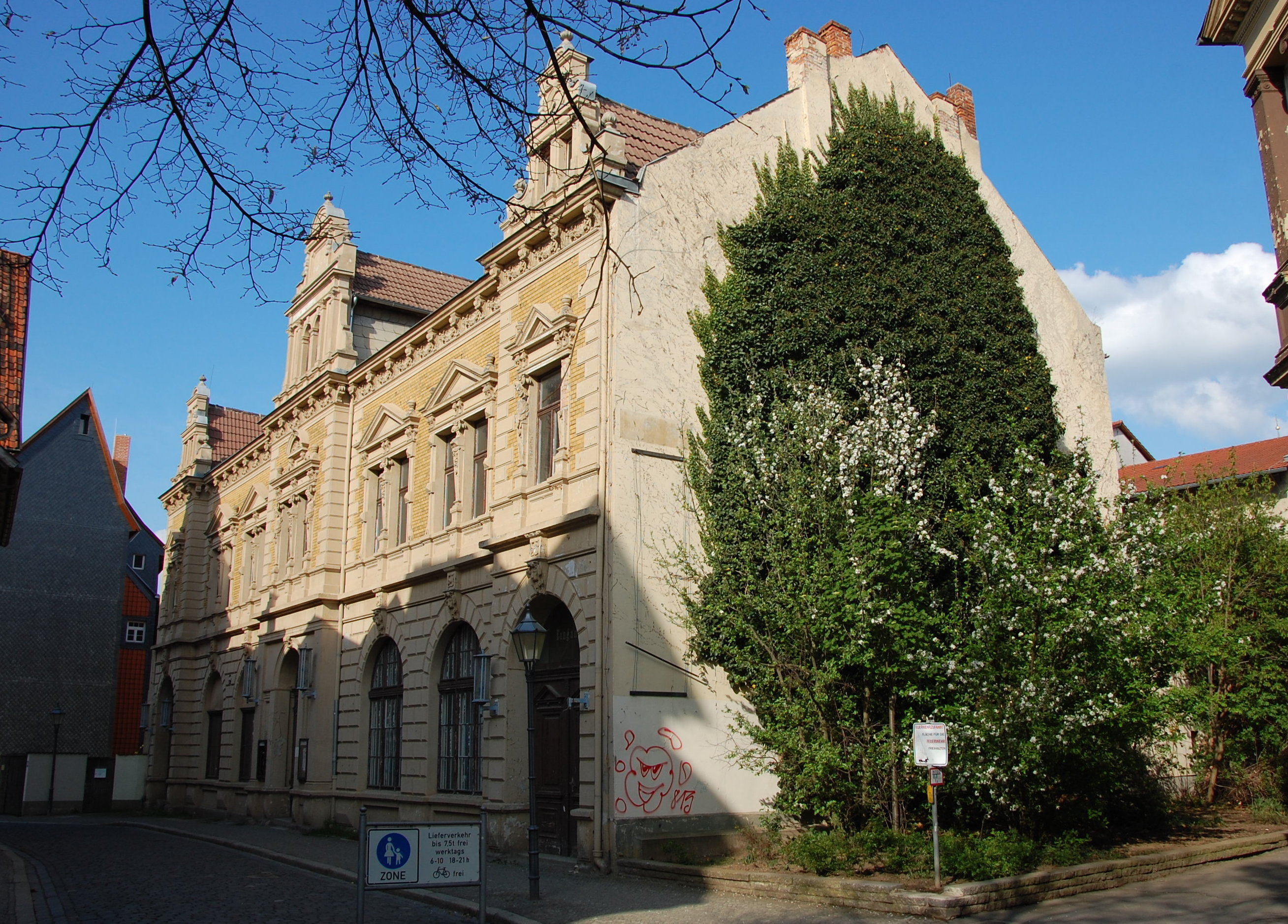
Kaiserhof im Jahr 2014

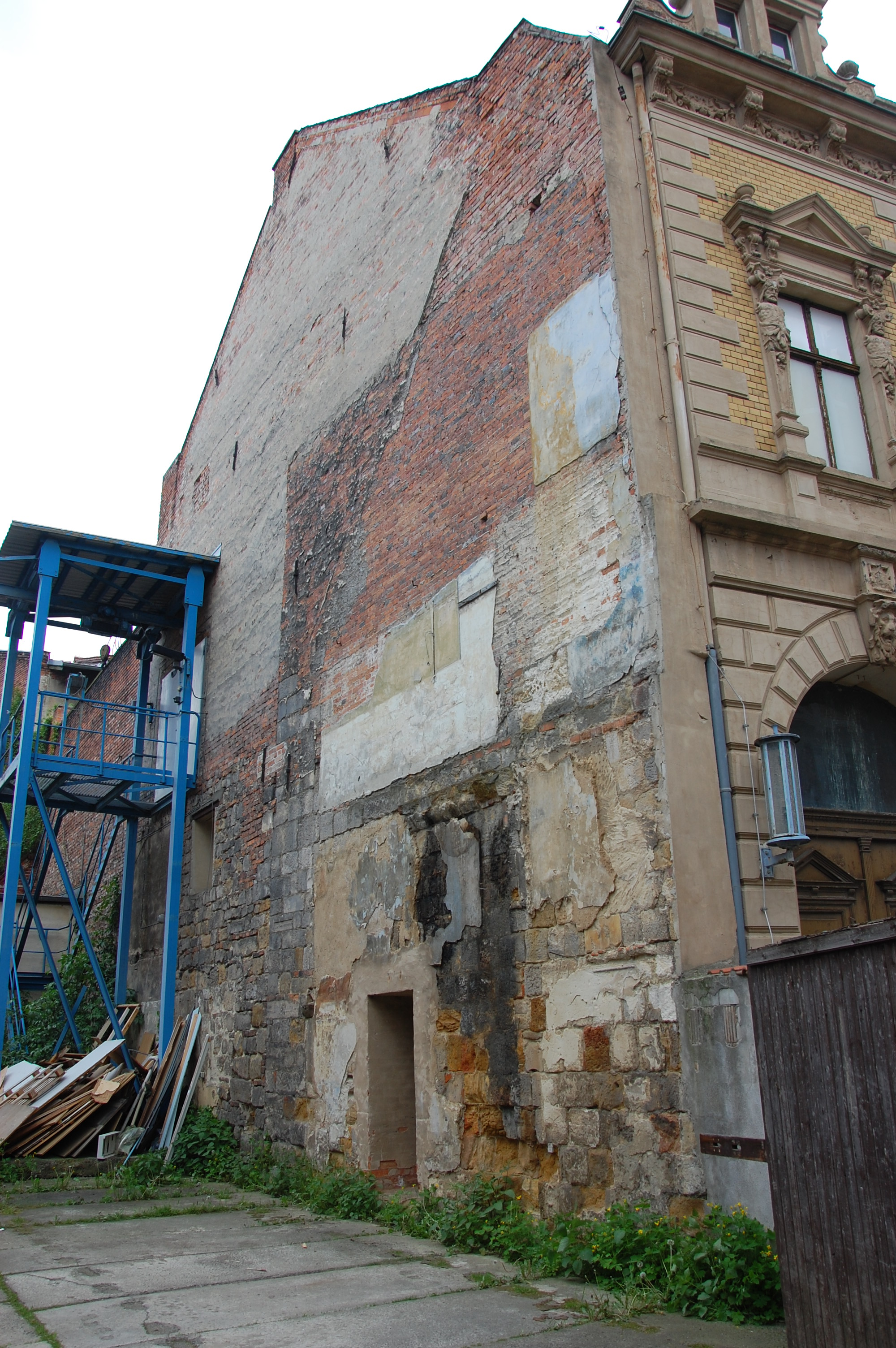
Nordgiebel

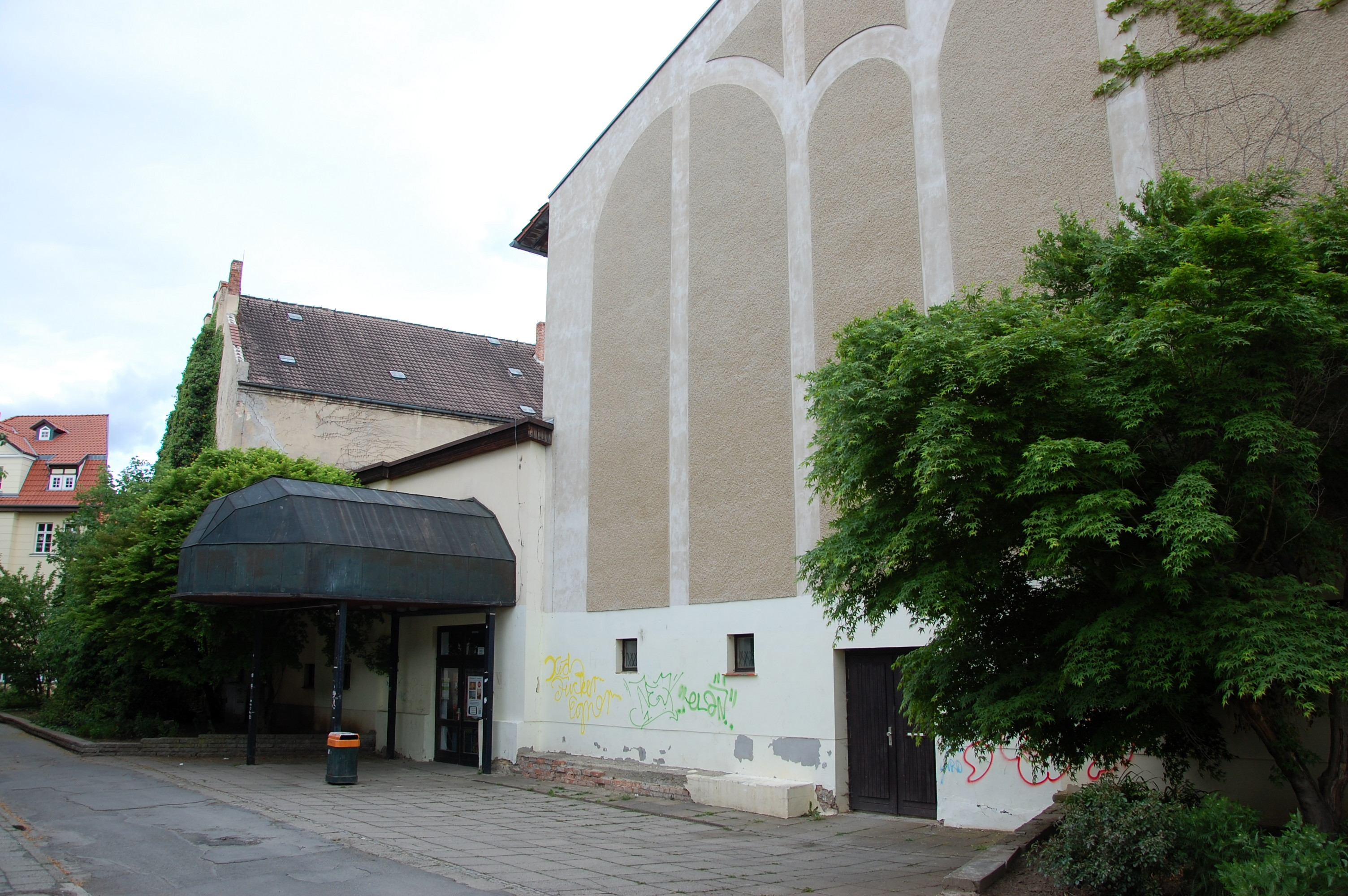
Südseite

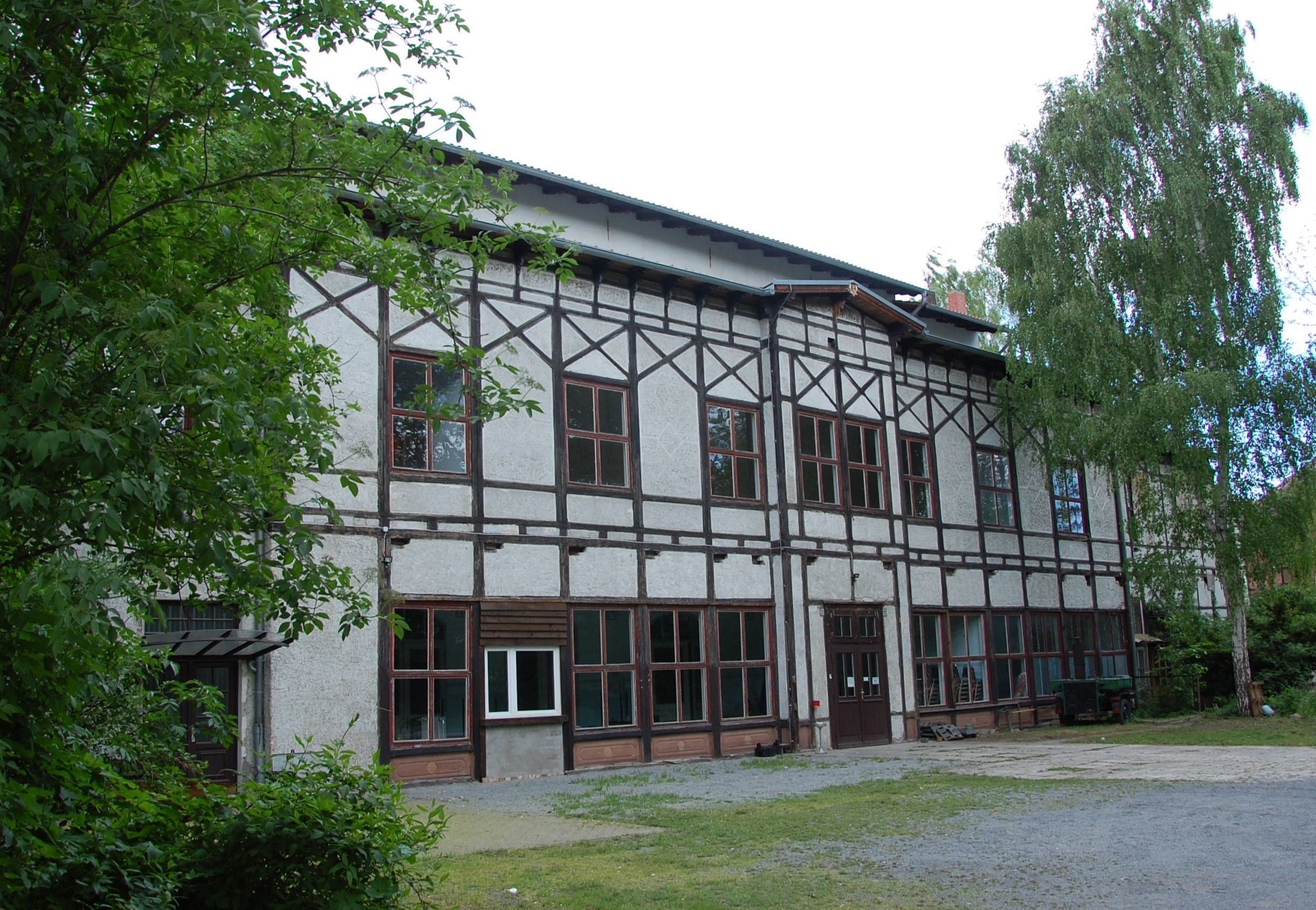
Veranda auf der Ostseite

Der Kaiserhof ist ein denkmalgeschütztes Gebäude in der Stadt Quedlinburg in Sachsen-Anhalt.

## Lage
Es befindet sich östlich des Marktplatzes der Stadt auf der Ostseite der Straße Pölle an der Adresse Pölle 34. Südlich des Hauses mündet die Gutsmuthsstraße auf die Pölle. Im Quedlinburger Denkmalverzeichnis ist es als Gaststätte eingetragen.

## Architektur und Geschichte
Ursprünglich befand sich an der Stelle bereits ein Gasthaus Kaiserhof. 1630 war der Ratskämmerer Andreas Dennefort Besitzer eines an dieser Stelle gelegenen Brauhofes. Es wurde dann vom Bürgermeister Joachim Kels erworben, der es vererbte. Im Jahr 1709 erwarb es dann der Bäcker Moritz Thiele. Etwa 1804 entstand im Objekt eine Gastwirtschaft mit Badehaus. 1852 übernahm es der Gastwirt Knobe, später Gastwirt Kolditz und dann vermutlich Christian Franke. Der große dreigeschossige Bau verfügte über eine Toreinfahrt. Die Gaststätte Kaiserhof lag im hinteren Bereich des Gebäudes. 1894 wurde das Haus abgerissen. In dem Bereich befand sich auch das in der zweiten Hälfte des 16. Jahrhunderts errichtete Freihaus der Familie von Thal, welches gleichfalls 1894 abgerissen wurde.
Das heutige zweigeschossige, große Gebäude wurde in den Jahren 1894 bis 1896 vom Zimmermeister R. Rehbaum und dem Maurermeister Timpe errichtet. Ursprünglich war die Straße Pölle hier sehr schmal, anlässlich des Neubaus wurde die Straßenflucht vier Meter zurückgesetzt. Das Grundstück war nur von Westen, von der Straße Pölle aus, nicht jedoch von Osten, von der Straße Damm aus, zu erreichen. Bereits im August 1894 reichten August Gebhardt und Max Behrens eine Zeichnung für einen 7 Meter langen und 1,50 Meter breiten Steg vom Damm über einen damals bestehenden Freigraben zur sogenannten Garteninsel, dem heutigen Standort des Stadtbades Quedlinburg, ein. Von der Garteninsel aus bestand bereits ein Steg über den Mühlengraben zum Grundstück des Kaiserhofs.
Die Gestaltung des Hauses erfolgte im Stil eines Palais der Renaissance, wobei sich Anklänge sowohl an deutsche als auch an florentinische Traditionen finden. In das Erdgeschoss des Hauses wurde mit einem am nördlichen Giebel befindlichen Quadermauerwerk Bestandteile der ehemaligen hinteren Gebäude des Grundstücks einbezogen.
Im Erdgeschoss entstanden drei Räume mit Nutzflächen von etwa 60, 80 und 120 m², die als Kaffee- und Speiseräume genutzt wurden. Der kleinste der Räume wurde in spätere Zeit umgebaut und diente dann als Zugang zum Saal sowie Garderobe. Zwei weitere Räume mit insgesamt ungefähr 100 m² dienten als Gaststätte.
Im Obergeschoss entstand ein Saal im Stil des Rokoko mit mehreren Nebenräumen, sowie ein weiterer, als Halle bezeichneter Saal, der von der Freimaurer Zweigloge des Independent Order of OddFellows genutzt wurde. Die Einweihung der Halle und Instituierung der Loge erfolgte am 20. Juli 1895. Der Zugang zum Obergeschoss erfolgt durch eine breite Treppe vom Flur des Erdgeschosses aus.
Die Räume des Gebäudes waren überwiegend reich mit Stuck verziert, der im Rokokosaal auch erhalten ist. Die Fresken stammen von Professor Bert Heller. Auch die Freimaurerhalle ist mit ihrer originalen Ausmalung vorhanden.
Östlich an das Hauptgebäude wurde ein großer Saalanbau angefügt, der im November 1895 mit einem Konzert der Kapelle des Infanterie-Regiments Prinz Louis Ferdinand von Preußen eingeweiht wurde. Betreiber war Robert Kunze, dessen Schankerlaubnis auf den Saal ausgedehnt wurde. Der Zugang zum Saal erfolgte durch einen separaten, heute nicht mehr genutzten Eingang in der Südhälfte der Vorderfront des Hauses. Von hier aus führt ein drei Meter breiter, gewölbter Gang direkt zum Saal. Auch zu den weiteren Räumen gibt es von hier aus Zugänge. Dieser Eingang wurde am 25. November 1895 eröffnet. Am 27. November 1895 stürzte beim Versuch große Bilder im Kaisersaal anzubringen ein mit acht Personen besetztes Gerüst um. Drei Personen wurden dabei schwerer verletzt und mussten ins Krankenhaus gebracht werden. Bei den Bildern könnte es sich um Bilder von Wilhelm I, Friedrich III. und Wilhelm II. sowie den auf roten Samt gemalten Reichsadler gehandelt haben. Diese befanden sich dann in den Nischen des Saals auf der linken Seite. Sie wurden 1945 entfernt.
Auf der Ostseite ist an das Gebäude eine Holzveranda mit einer Länge von 36 Metern und einer Breite von 4,60 Metern angefügt. Vor der Veranda befand sich eine befestigte Fläche. Darüber hinaus bestand ein Garten, Konditorei-Räume und eine Kegelbahn. Die Kegelbahn verlief im Garten Richtung Mühlengraben. Heute befinden sich an der Stelle von Konditorei und Kegelbahn die Umkleideräume der Bühnendarsteller. Ein Musikpavillon mit einer Grundfläche von 8 Metern mal 6,30 Metern befand sich oberhalb der Kegelbahn. Neben dem Pavillon lagen die für die Gäste im Garten vorgesehenen Außentoiletten. Das Haus warb darüber hinaus mit drei Billardsälen und vier Biersorten im Angebot. Der Garten war mit einem Springbrunnen und einer Tanzfläche versehen.
Am 1. Oktober 1896 erhielten der Samenhändler August Gebhardt und Julius Werner eine Gewerbeerlaubnis für das Restaurant Kaiserhof. Das Restaurant wurde als GmbH betrieben. Die Anzahl der Personen, die sich bei Veranstaltungen im Saal aufhalten durften, war polizeilich 1899 zunächst auf etwa 800 begrenzt. Auch zur Beleuchtung und zum Brandschutz gab es detaillierte Vorschriften und auch häufiger Beanstandungen durch Polizei und Feuerwehr.
Bis zum Ersten Weltkrieg fanden im Saal des Kaiserhofes eine Vielzahl von Festlichkeiten statt. Während des Ersten Weltkriegs diente der Kaiserhof dann als Lazarett. Der genaue Beginn der Wiederaufnahme des Gastronomiebetriebs ist nicht bekannt. Zumindest beantragte jedoch Frau Hermine Gebhardt, geborene Sachtleben, nach dem ihr Mann August Gebhardt am 14. Oktober 1919 verstorben war, am 28. Oktober 1919 eine Gewerbeerlaubnis für das Restaurant Kaiserhof.
Der Kaiserhof wurde auch zur Durchführung von Messen und Kongressen genutzt. Vom 9. bis zum 12. Mai 1925 fand im Haus die erste Quedlinburger Frühjahrsmesse mit 90 Ausstellern und 15.000 Besuchern statt. Im gleichen Jahr wurde am 2. Juni der 14. Deutsche Esperantokongress und am 14. Oktober das Jahresfest des Evangelischen Kirchenmusikvereins für die Provinz Sachsen durchgeführt.
Im Jahr 1926 wurde für 30.000 Mark eine neue Kegelbahn errichtet. Der Bau entlang des Mühlengrabens hatte eine Länge von 44 Metern, bei einer Breite von 12 Metern und verfügte über drei lange (30 Meter) und drei kurze (25 Meter) Bahnen. Auftraggeber des Neubaus, für den der Musikpavillon abgerissen wurde, war die Quedlinburger Ortsgruppe des Deutschen Keglerverbandes. Die Planungen erfolgten durch die Firma Schlamann. Der Rohbau war am 16. September abgeschlossen, die Einweihung fand am 15. Oktober 1926 statt. Die Gewerbeerlaubnis lautete auf Hermine Herzberg.
Im Kaiserhof trat wöchentlich, zum Teil mehrfach, das Ballenstedter Schauspielensemble mit Theateraufführungen auf.
Für den Kaiserhof besaß ab August 1930 der Pächter Paul Hoffmeyer die Gewerbeerlaubnis. 1932 ging das Grundstück Kaiserhof durch eine Zwangsversteigerung an die Sparkasse Quedlinburg. Das Pachtverhältnis mit Hoffmeyer lief am 1. April 1933 aus, wurde jedoch mit Witwe Hoffmeyer fortgesetzt.
Der Halberstädter Gastwirt Carl Baake erwarb am 1. Juli 1935 den Kaiserhof. Er nahm Umbauten an den Toiletten und Wirtschaftsräumen vor. 1937 erfolgte der Umbau von Braustübel und Altdeutschen Zimmers, der nach Ideen des Intendanten des Theater Quedlinburg, Ulrich Velten erfolgte. Die Decken wurden abgesenkt, das Braustübel erhielt einen Rauputz, das Altdeutsche Zimmer einen Kellenputz. Es wurden aus Schmiedeeisen von einem Kunstschmied aus der Region Goslar gefertigte Wandleuchter angeschafft. Der damals in der Reichenstraße 39 ansässige Quedlinburger Kunstschmied Wolfskamp fertigte einen großen schmiedeeisernen, mit dem Quedlinburger Wappen versehenen Adler, der im Braustübel als Leuchter aufgehängt wurde. Durch die Quedlinburger Glasmalereianstalt Ferdinand Müller wurden mehrere Bleiglasfenster geliefert. Zur Pölle hin entstanden zehn Motive, hofseitig ein Fenster mit einer Darstellung der Blumenflora. Über dem Haupteingang wurde der Schriftzug Kaiserhof in 30 Zentimeter großen Lettern angebracht. Beiderseits des Eingangs wurden neue Leuchten sowie eine an einer schmiedeeisernen Wandhalterung befestigte Laterne befestigt.
Zu Beginn des Zweiten Weltkriegs wurde der Kaiserhof am 2. September 1939 beschlagnahmt und für die Mobilmachung genutzt. In der Altdeutschen Gaststube wurde jedoch weiterhin eine Gastwirtschaft betrieben. Vom 1. Juli 1941 bis 1946 war Paul Trettin Pächter. In der Zeit der Beschlagnahme wurden keine Reparaturarbeiten am Gebäude vorgenommen. Nach dem Kriegsende erfolgte eine Rückgabe des Hauses an Carl Baake. Er bat 1946 das Hochbauamt vergebens um Bauholz und Dachpappe zur Durchführung dringender Reparaturen. Zum 1. Juli 1946 übergab Baake das Grundstück an seine Enkel, die Gebrüder Schattenberg. Die Gewerbeerlaubnis erhielt Eberhard Schattenberg. Da der Name Kaiserhof politisch nicht mehr opportun war, wurde er in Sachsenhof-Gaststätte geändert. 1946 fand hier für die Region der Parteitag zur Zwangsvereinigung von SPD und KPD zur SED statt.
Nach dem Zweiten Weltkrieg wurde die Kegelbahn beschlagnahmt und zur Desinfektionsanstalt des Gesundheitswesens umgenutzt. Der benötigte Dampf wurde vom benachbarten Stadtbad Quedlinburg geliefert. 1970/71 erfolgte der Abriss.
Der Rokokosaal im Obergeschoss wurde in den Jahren 1946/47 zur Unterbringung von Vertriebenen beschlagnahmt. Auf Initiative des Quedlinburger Theaterintendanten wurde der Saal dann von der Stadt Quedlinburg für ein Kammertheater angemietet. Die Kosten für die nötigen Umbauten und den Ausbau des ehemaligen Logenraums zur Wohnnutzung in Höhe von 7770,72 Mark trug die Familie Schattenberg. Die gepolsterten Stühle wurden zu einem Preis von 150 Mark je Stück von Theaterfreunden gespendet. Der Saal hatte 111 Sitzplätze. Mit Lessings Nathan der Weise wurde das Theater am 4. Februar 1950 eröffnet. Die Theaternutzung dauerte bis zum 2. Oktober 1994. Die letzte Aufführung war das Stück Adam und Eva.
Der große Saal wurde 1954 an die GHG Haushaltswaren Halle vermietet. Die Inneneinrichtung und insbesondere der Holzfußboden litten unter dieser Nutzung. Durch Undichtigkeiten am Dach drang darüber hinaus Regenwasser ein, wodurch die Stuckdecke stark in Mitleidenschaft gezogen wurde.
Der Sachsenhof wurde dann am 1. Januar 1959 an den Staat verkauft und als Kulturzentrum umgenutzt. In vielen Räumen wurde, um dem Haus ein modernes Erscheinungsbild zu geben, der Stuck entfernt. Bei den Umbauarbeiten litt die Akustik des Großen Saals, vermutlich durch die Entfernung der Logen und des Stucks, erheblich. Später wurden daher Stoffverkleidungen eingebaut. Die Wiedereröffnung erfolgte am 8. Mai 1959. Der Name wurde dabei in Haus der Werktätigen geändert. Bereits kurze Zeit später, anlässlich des 10. Jahrestages der Gründung der DDR, wurde der Name dann am 8. Oktober 1959 in Kulturhaus 10. Jahrestag verändert.
Im Gebäude fanden eine Vielzahl unterschiedlichster Veranstaltungen statt. Darunter auch die Quedlinburger Musiktage sowie eine Gartenbauausstellung. In der Zeit von 1966 bis 1978 und 1999 bis 2002 fanden auch Boxwettkämpfe des Boxvereins Traktor Quedlinburg hier statt.
Nach der politischen Wende des Jahres 1989 bemühten sich die Gebrüder Schattenberg, allerdings vergeblich, um eine Rückübertragung des Kaiserhofs. Die Stadt Quedlinburg investierte in größerem Umfang in das Haus, um einen aufgelaufenen Instandsetzungsstau abzuarbeiten. Später bemühte sich die Stadt erfolglos das Gebäude zu veräußern. Das komplette Hinterhaus wird heute vom „Verein zum Erhalt des Kaiserhofes e. V.“ verwaltet und betrieben.